# Смольково (Ардатовский район)
Смольково — село в Ардатовском районе Мордовии. Входит в состав Редкодубского сельского поселения.

## История
В «Списке населённых мест Симбирской губернии» (1863 г.) Смольково значится деревней владельческой из 68 дворов Ардатовского уезда.

## Население
| 2002 | 2010 |
| ---- | ---- |
| 162  | ↘149 |